# Bouillac (Dordogne)
Bouillac település Franciaországban, Dordogne megyében. Lakosainak száma 123 fő (2022. január 1.). Bouillac Urval, Le Buisson-de-Cadouin, Montferrand-du-Périgord, Saint-Avit-Rivière és Saint-Pardoux-et-Vielvic községekkel határos.

## Népesség
A település népességének változása:
| Lakosok száma | 139  | 97   | 114  | 121  | 129  | 127  | 122  | 127  | 128  | 123  |
|               | 1968 | 1982 | 1990 | 2006 | 2013 | 2015 | 2017 | 2019 | 2020 | 2022 |